# Opostègids
Els opostègids (Opostegidae) són una família de lepidòpters heteroneures de la superfamília dels nepticuloïdeus (Nepticuloidea). Es caracteritzen per tenir uns grans protectors sobre els ulls compostos (vegeu també Nepticulidae, Bucculatricidae, Lyonetiidae).
Inclou 192 espècies de petites arnes blanquinoses que, probablement són minadors de tiges vegetals. A Europa han estat citades sobre diverses plantes hoste (Lycopus, Mentha i Rumex).
però la seva biologia és poc coneguda.
Els Opostegidae són més diversos en àrees tropicals del Nou Món (83 espècies, que representen el 42% del total mundial).